# Bonao
Bonao är en kommun i centrala Dominikanska republiken, och är den administrativa huvudorten för provinsen Monseñor Nouel. Kommunen cirka 158 000 invånare. Vid folkräkningen 2010 bodde 68 602 invånare i själva centralorten.